# Eulasia baumanni
Eulasia baumanni is een keversoort uit de familie Glaphyridae. De wetenschappelijke naam van de soort is voor het eerst geldig gepubliceerd in 1996 door Mitter.